# SEIKO LOVE & EMOTION
『SEIKO LOVE & EMOTION』（セイコ・ラヴ・アンド・エモーション）は、松田聖子のミュージック・ビデオ集。2002年3月27日発売。発売元はKitty MME。

## 解説
2001年に発売されたオリジナル・アルバム『LOVE&EMOTION VOL.1』と『LOVE&EMOTION VOL.2』の先行シングル2曲｢あなたしか見えない｣｢愛♡愛〜100％♥Pure Love〜｣のミュージック・ビデオとメイキング映像を収録した、DVD｡ハワイで撮影されたフォトブックが同梱された。

## 収録曲
1. あなたしか見えない
2. 愛♡愛〜100％♥Pure Love〜
3. MAKING OF ai-ai-ai ～100% Pure Love～（Kiss me baby）